# Jessica Morris
Jessica Morris (Jacksonville, 16 maggio 1979) è un'attrice, sceneggiatrice e produttrice cinematografica statunitense. Nota principalmente per i ruoli in film thriller ed horror, spesso diretta da David DeCoteau e Charles Band, Morris ha ottenuto successo internazionale interpretando Jennifer Rappaport nella serie televisiva Una vita da vivere e per la serie di film thriller The Wrong, recitando in Uno studente quasi perfetto e Mai fidarsi di mia madre.

## Filmografia

### Cinema
- All Shook Up, regia di Henry Less (1999)
- The Weekend, regia di Brian Skeet (1999)
- Bloody Murder, regia di Ralph E. Portillo (2000)
- The Haunted Casino, regia di Charles Band (2007)
- Decadent Evil II, regia di Charles Band (2007)
- Dangerous Worry Dolls, regia di Charles Band (2008)
- Senior Skip Day, regia di Nick Weiss (2008)
- Role Models, regia di David Wain (2008)
- Fading of the Cries, regia di Brian A. Metcalf (2009)
- Vedom, regia di Gary Breslin (2011)
- Save the Date, regia di Michael Mohan (2012)
- Reel Evil, regia di Danny Draven (2012)
- Santa's Summer House, regia di David DeCoteau (2012)
- Haunting of the Innocent, regia di Matt Hish (2014)
- Devilish Charm, regia di David DeCoteau (2014)
- Trophy Heads, regia di Charles Band (2014)
- Pocket Listing, regia di Conor Allyn (2015)
- On the Horizon, regia di Pascal Payant (2015)
- Alla ricerca del tesoro di Jones, regia di Ari Novak (2016)
- Un'infermiera pericolosa, regia di Craig Moss (2016)
- Amazing Ape, regia di Juliano (2016)
- Il delitto del lago, regia di Steven R. Monroe (2016)
- Bloody Bobby, regia di Anthony Hall (2016)
- The 6th Friend, regia di Letia Clouston (2016)

- Il terrore al piano di sopra, regia di David DeCoteau (2016)
- The Hollywouldn'ts, regia di Darius Stevens Wilhere (2016)
- Lucifer, regia di Tiffany Castro (2016)
- Eternal Salvation, regia di Charles Band (2017)
- Evil Bong 666, regia di Reed Simonsen (2017)
- American Exorcism, regia di Tripp Weathers (2017)
- Puppet Master: Axis Termination, regia di Charles Band (2017)
- Living Among Us, regia di Brian A. Metcalf (2018)
- Evil Bong 777, regia di Charles Band (2018)
- Another Plan from Outer Space, regia di Lance Polland (2018)
- Chase, regia di Michael Matteo Rossi (2019)
- Art of the Dead, regia di Rolfe Kanefsky (2019)
- The 6th Degree, regia di Markus Redmond (2020)
- The Onania Club, regia di Tom Six (2020)
- Don't Let Them In, regia di Kevin S. Tenney (2020)
- Legend of Fall Creek, regia di Anthony Hall (2021)

### Cortometraggi
- Hourglass, regia di Matthew Hood (1999)
- Afterlife, regia di Dean Francis (2006)
- What We Became, regia di James Mangold (2009)
- Kleshnov, regia di Steve Zissis (2010)
- El Mariachi Leprechaun, regia di James Roday (2010)
- Interpersonal Exopolitics, regia di Jack Bank (2011)
- Killer on the Loose, regia di Rouslan Ovtcharoff (2011)
- The Dead Want Women, regia di Charles Band (2012)
- Hearts Gamble, regia di Jerry Digby (2013)
- Infinity, regia di Blake West (2013)
- Ladybug, regia di Roman Dent (2013)
- In Search of America, Inshallah, regia di Danish Renzu (2014)
- Alone Together, regia di Blake West (2014)
- Jello, regia di Rikard Rodin (2017)
- Midnight Clear, regia di Joe Russo (2017)
- I Will Find You Destiny, regia di John Pocino (2018)
- Ex Gratia, regia di Brent Trotter (2020)

### Televisione
- Undressed – serie TV, stagione 4 (1999)
- Una vita da vivere – serie TV, 200 episodi (1999-2005, 2008)
- City Guys – serie TV, episodio 4x19 (2001)
- South Beach – serie TV, episodio 1x06 (2006)
- Mind of Mencia – serie TV, episodio 3x21 (2007)
- Demons – film TV (2007)
- Sorority Forever– serie TV, 7 episodi (2008)
- CSI: NY– serie TV, episodio 6x02 (2009)
- Shrader House – film TV (2013)
- Sex Sent Me to the ER – serie TV, episodio 1x05 (2014)
- Mixology – serie TV, episodio 1x02 (2014)
- Perception – serie TV, episodio 3x02 (2014)
- The Other Hef – serie TV, 10 episodi (2014)
- Nefarious Angels – miniserie TV, 1 episodio (2014)
- Beacon Hill – serie TV, 5 episodi (2014, 2020)
- Viral – serie TV, episodio 1x01 (2015)
- Il terrore al piano di sopra (The Wrong Roommate) – film TV (2016)
- Rosewood – serie TV, episodio 1x13 (2016)
- The Bay – serie TV, 2 episodi (2016)
- Un marito per Natale – film TV (2016)
- Ladies of the Lake – miniserie TV, 4 episodi (2016)
- Be Mine – film TV (2017)
- A Christmas Cruise – film TV (2017)
- L'incubo della porta accanto – film TV (2017)
- Ladies of the Lake: Return to Avalon – miniserie TV, 3 episodi (2018)
- Il dono più grande – film TV (2018)
- Uno studente quasi perfetto – film TV (2018)
- Il dono più grande – film TV (2018)
- Mai fidarsi di mia madre – film TV (2019)
- A Mermaid for Christmas – film TV (2019)
- Cinque in famiglia – serie TV, 2 episodi (2020)
- Pool Boy Nightmare – film TV (2020)
- Meet the Joyners– film TV (2020)
- The Wrong Fiancé  – film TV (2021)
- Danger in the Spotlight – film TV (2021)
- On Air with Ka$h – serie TV, episodio 3x08 (2021)
- Uno studente da incubo – film TV (2021)
- Bodyguard Seduction  – film TV (2022)
- Secret Lives of Housewives – film TV (2022)
- A Mother's Terror – film TV (2022)

### Doppiaggio
- Bitsy Bears (1992)
- First Love (2014)

## Produttrice e sceneggiatrice
- Viral – serie televisiva, produttrice esecutiva, episodio 1x01 (2015)
- Jax + James – serie televisiva, sceneggiatrice e regista, episodio 1x07 (2018)
- Claire – cortometraggio, sceneggiatrice e produttrice esecutiva (2020)

## Doppiatrici italiane
- Emanuela D'Amico in CSI: NY